# 内真部バイパス
内真部バイパス（うちまんべバイパス）は青森県青森市新城平岡から内真部に至る国道280号のバイパス道路である。ほぼ平坦な直線道路である。

## 概要
国道7号青森西バイパス周辺では様々な施設があり、羽白地区（油川駅付近）では住宅や商店などが並んでいるが、ほとんどの部分は田圃の中を走る道路である。田圃脇の区間には防雪柵を設けている。
- 起点：青森市新城平岡
- 起点：青森市内真部
- 延長：8.4 km
- 車線数：2車線

## 歴史
- 1993年（平成5年）：完成

## 接続
- 青森西バイパス（国道7号）
- 内真部 - 蓬田バイパス